# 1920 en Nouvelle-Écosse
Chronologie de la Nouvelle-Écosse
- 1916
- 1917
- 1918
- 1919
- 1920
- 1921
- 1922
- 1923
- 1924

Cette page concerne des événements d'actualité qui se sont produits durant l'année 1920 dans la province canadienne de la Nouvelle-Écosse.

## Politique
- Premier ministre : George H. Murray
- Chef de l'Opposition :
- Lieutenant-gouverneur : MacCallum Grant
- Législature :

## Naissances
- Léger Comeau (1920-1996), né à Saulnierville[1]est un prêtre, un professeur, un administrateur, un entrepreneur culturel et un nationaliste acadien du Canada. La médaille Léger-Comeau porte son nom.

- 26 novembre : Daniel Petrie (né à Glace Bay et mort le 22 août 2004 (à 83 ans) à Los Angeles, Californie, États-Unis) est un réalisateur, scénariste et producteur de cinéma et de télévision canadien.